# Indé
Indé là một đô thị thuộc bang Durango, México. Năm 2005, dân số của đô thị này là 4824 người.